# Hidde Maas
Pour les articles homonymes, voir Maas.
Hidde Maas, né le 29 juillet 1944 à Groenekan aux Pays-Bas, est un acteur néerlandais.

## Filmographie
- 1966 : De arme dieven : Rekruut Teddy
- 1968 : Kaas : Bartherotten
- 1975 : Amsterdam 700 : Gielis Persijn
- 1976 : Sil de Strandjutter : Jelle Droeviger
- 1979 : Voorbij, voorbij : Arie
- 1980 : Laat de dokter maar schuiven : Le chauffeur de Taxi
- 1981 : C'est fini, c'est fini (Voorbij, voorbij) de Paul Verhoeven : Arie
- 1981 : Nestwarmte : Différent rôle
- 1983 : Briefgeheim : De vader van Eva van Zuijlen
- 1984 : Moord in Extase de Hans Scheepmaker : Bewaker[2]
- 1985 : Wildschut de Bobby Eerhart : Jim[3]
- 1988 : Amsterdamned de Dick Maas : Martin Ruysdael[4]
- 1989 : Force majeure : L'Avocat
- 1989 : Medisch Centrum West : Deux rôles : Koos Schapers / Adriaan Schapers
- 1991 : La Donna è mobile : Différent rôles
- 1993 : 12 steden, 13 ongelukken :  Levien
- 1995 : Night Watch de David Jackson[5]
- 1996 : Les cavaliers de la liberté de Kevin Connor : Dr. Van Renesse[6]
- 1996 : The Way to Dusty Death de Geoffrey Reeve[7]
- 1999 : The Delivery de Roel Reiné : Gerard[8]
- 2007 : Ernst, Bobbie, en de geslepen Onix de Pieter Walther Boer : Wolter Onix[9]
- 2011 : Overspel : Louis Karelse